# Luci Vipstà Messal·la
Luci Vipstà Messal·la (en llatí Lucius Vipstanus Messalla) era un tribú legionari a l'exèrcit de Vespasià l'any 70.
Va rescatar el llegat Aponi Saturní de la fúria dels soldats que sospitaven que estava en tractes amb el partit de Vitel·li. Vipstà era "germà" (potser cosí o parent) d'Aquili Règul el destacat delator de l'època de Neró i Domicià. Va deixar uns escrits sobre les guerres civils després de la mort de Galba que van servir a Tàcit per compondre la seva Història. Tàcit el fa també un dels interlocutors principals en el diàleg De oratoribus, escrit cap a l'any 81.